# Vyskeř
Vyskeř (en allemand : Wiskersch) est une commune du district de Semily, dans la région de Liberec, en République tchèque. Sa population s'élevait à 407 habitants en 2021.

## Géographie
Vyskeř se trouve à 8 km à l'ouest de Rovensko pod Troskami, à 15 km au sud-ouest de Semily, à 28 km au sud de Liberec et à 72 km au nord-est de Prague.

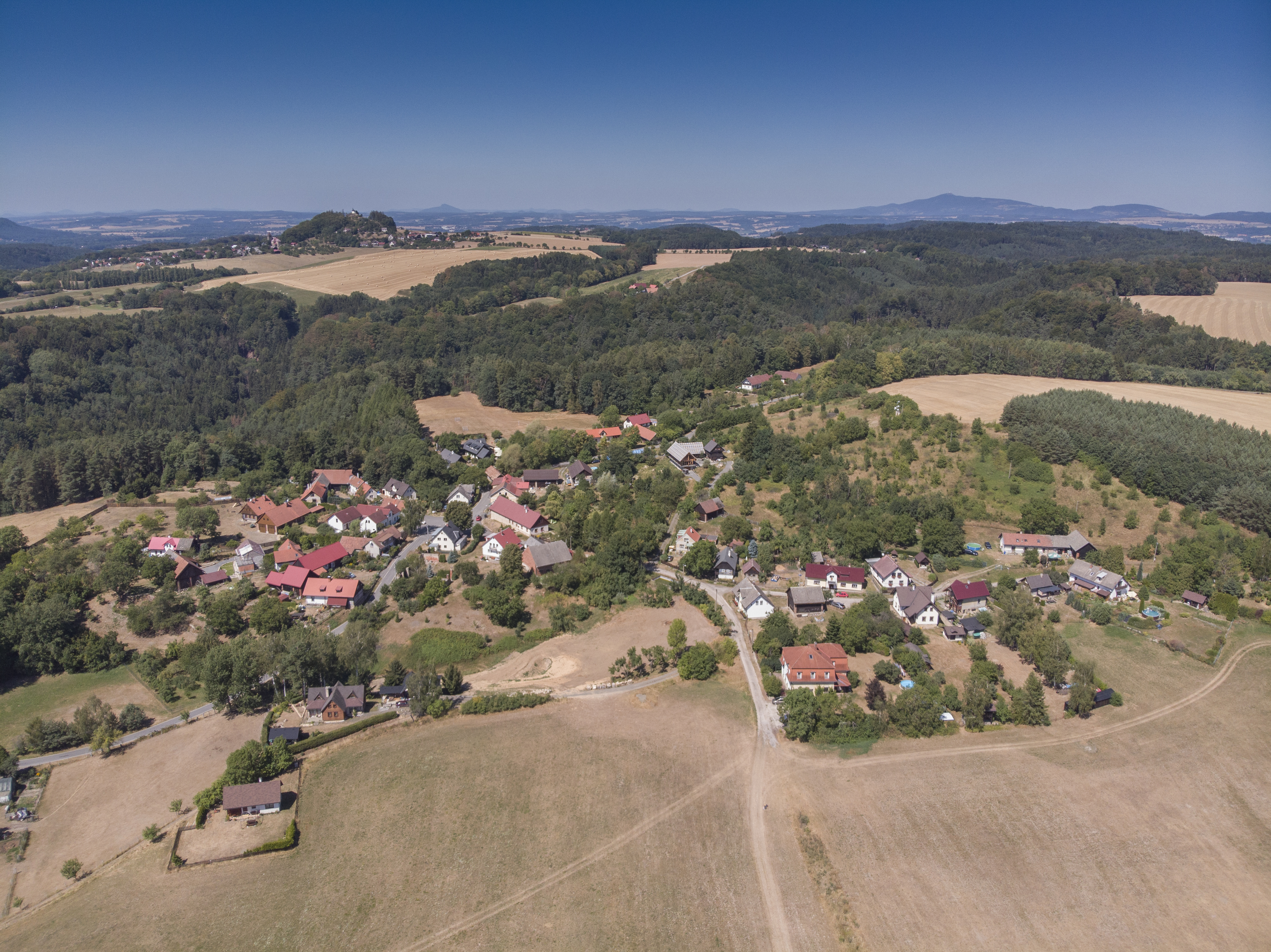
Vysker : vue aérienne.

La commune est limitée par Kacanovy au nord, par Hrubá Skála à l'est, par Troskovice et Libošovice au sud, et par Žďár (district de Mladá Boleslav) et Olešnice à l'ouest.

## Histoire
La première mention écrite de la localité date de 1318.

## Administration
La commune se compose de six sections :
- Drahoňovice ;
- Lažany ;
- Mladostov ;
- Poddoubí ;
- Skalany ;
- Vyskeř.

## Galerie

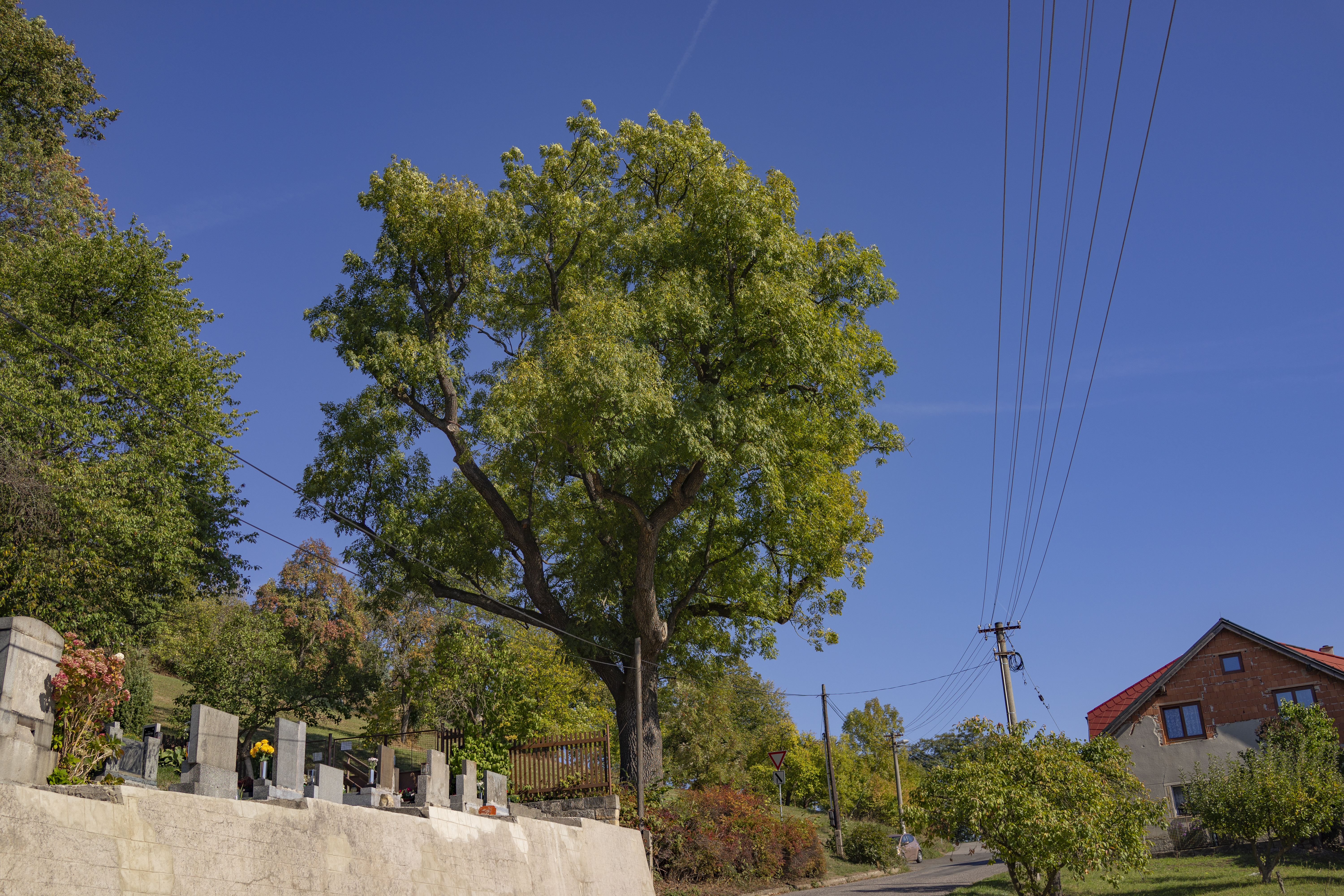
Frêne au printemps.
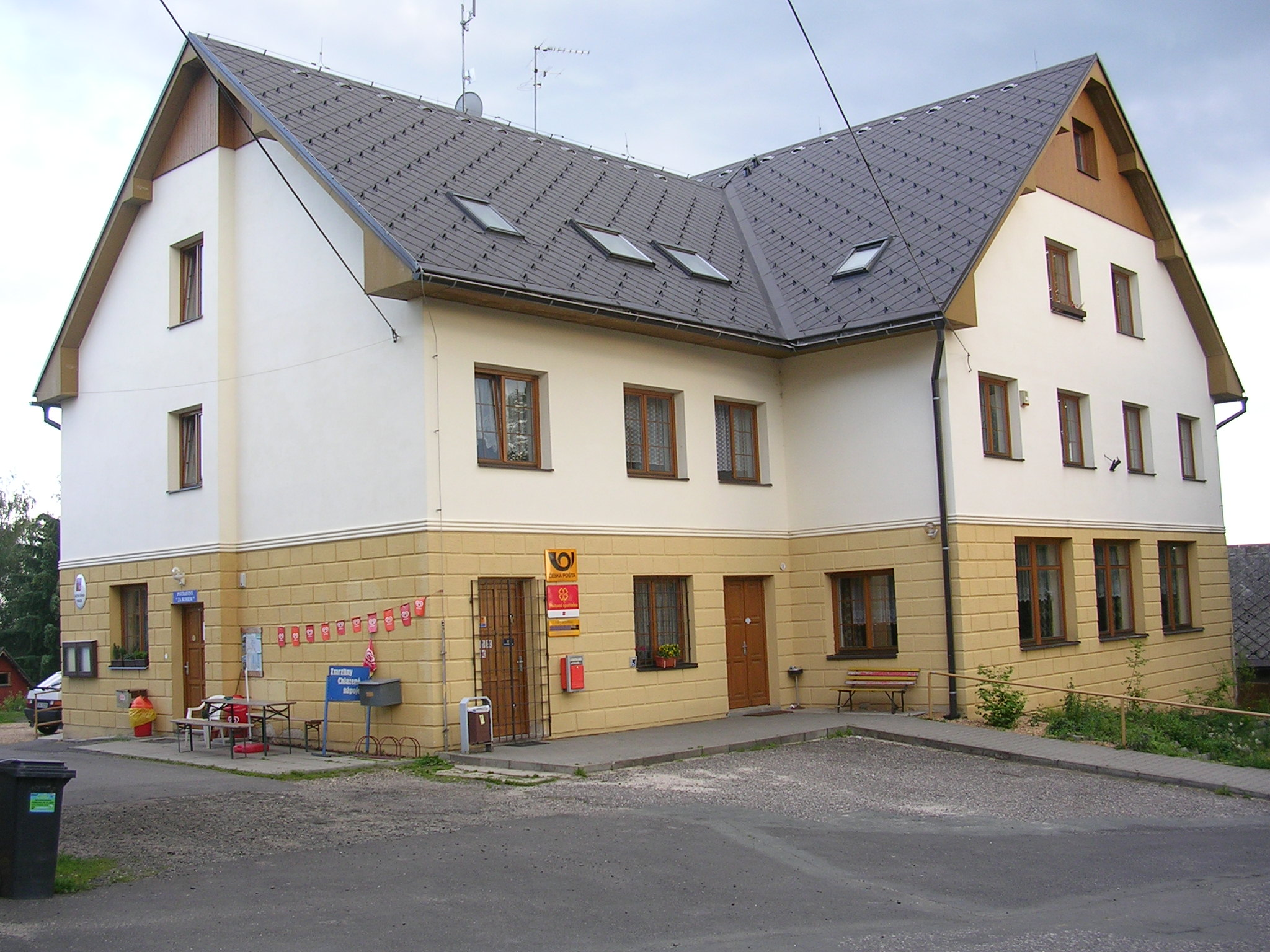
La mairie et la poste.

Patrimoine religieux

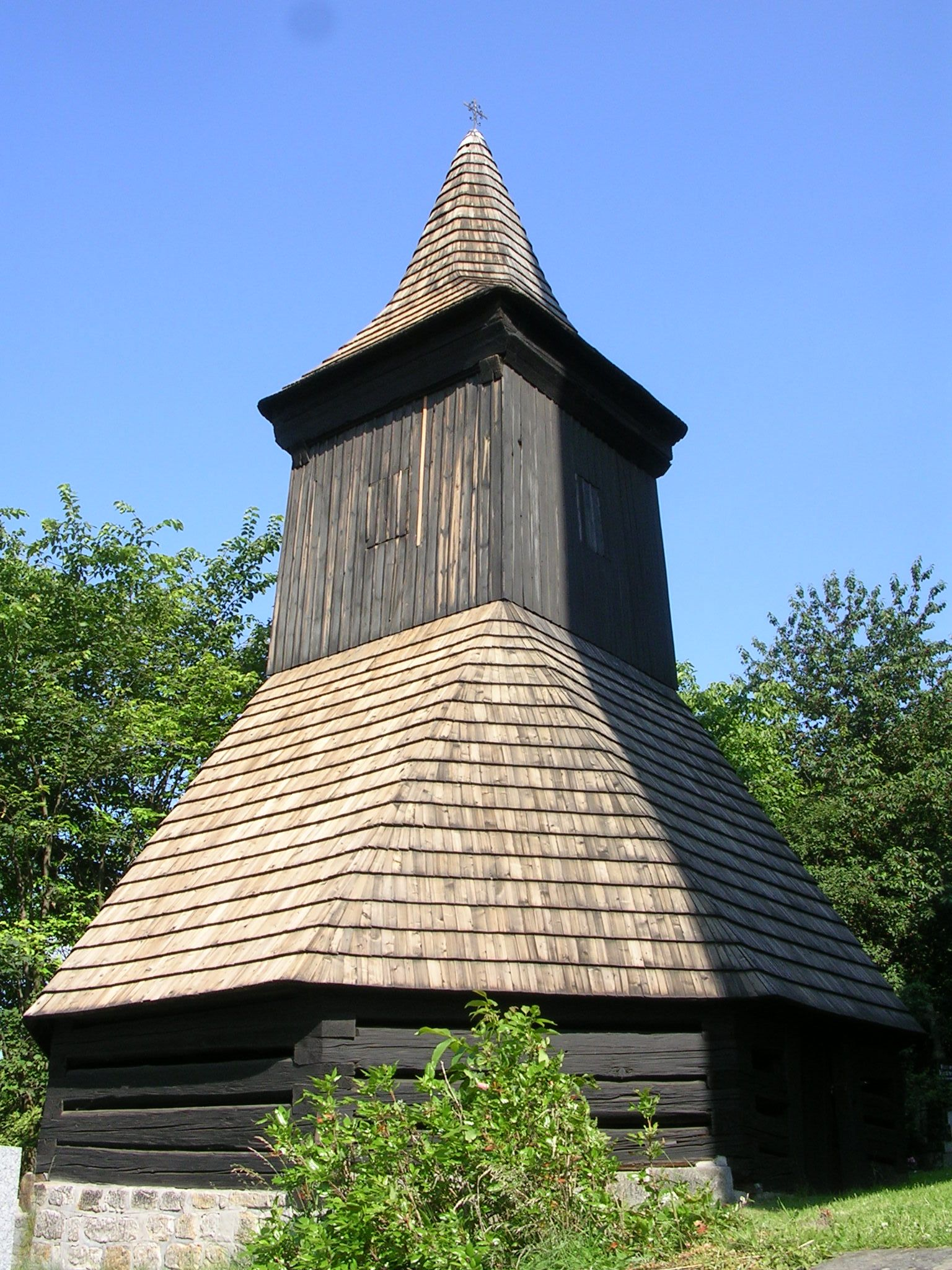
Vyskeř : clocher-tour.
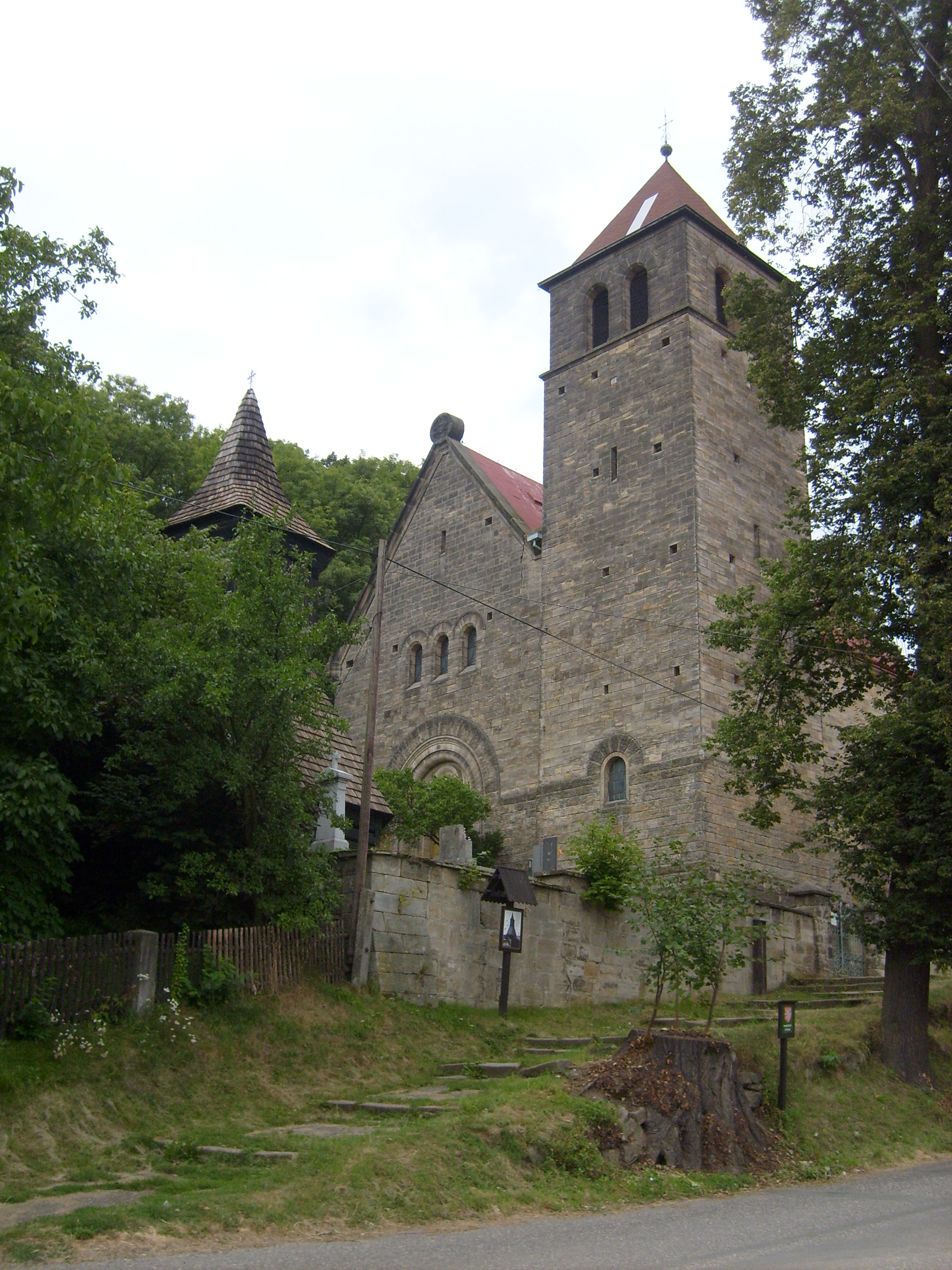
Église de Vyskeř.
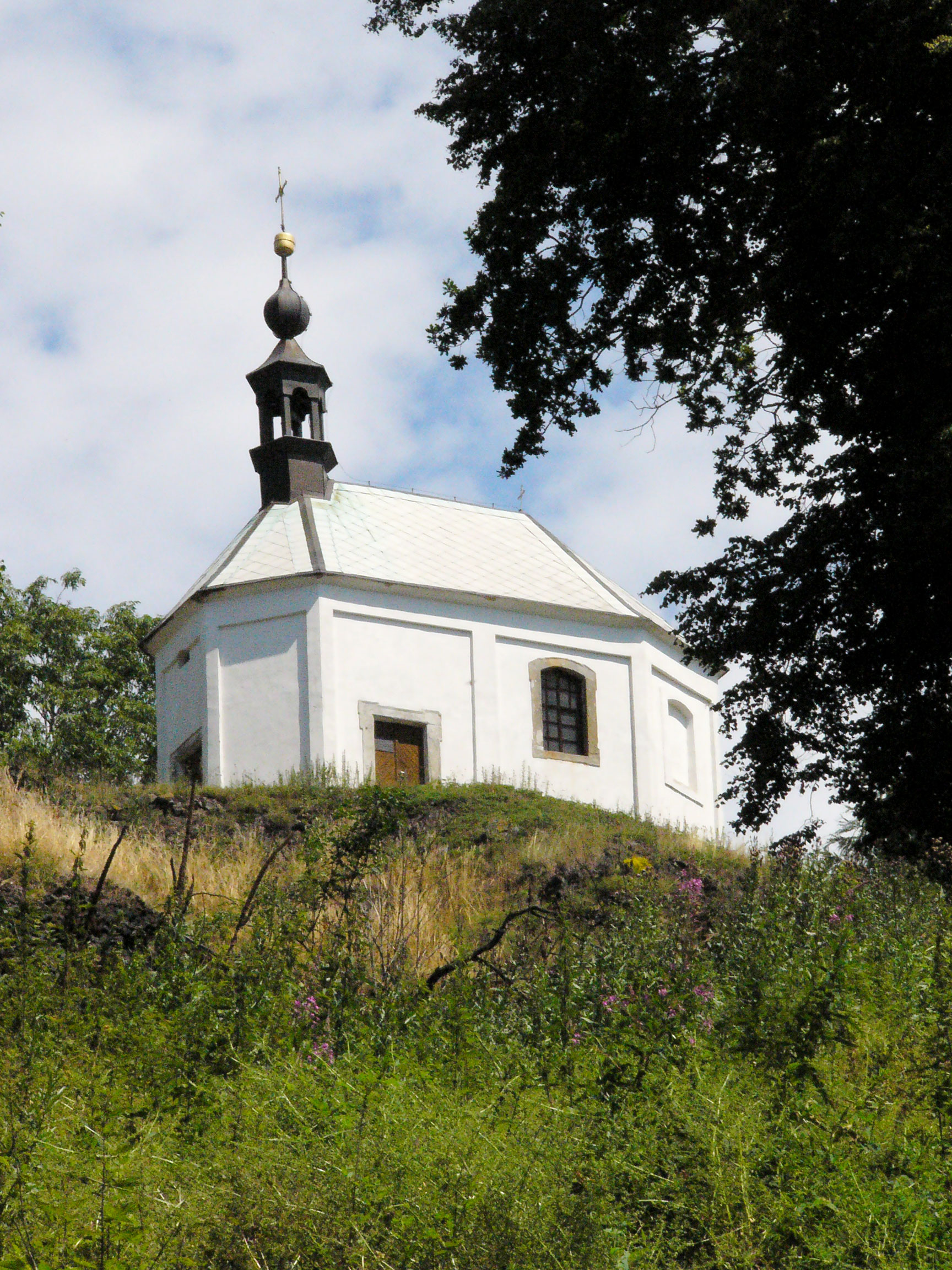
Chapelle Sainte-Anne.

## Transports
Par la route, Vyskeř se trouve à 8 km de Turnov, à 24 km de Semily, à 34 km de Liberec et à 93 km de Prague.